# Памисос
Па́мисос (греч. Πάμισος) — река в Греции, на Пелопоннесе. Крупнейшая река в Месинии. Берёт исток на западном склоне хребта Тайгет к востоку от деревни Айос-Флорос. Впадает в залив Месиниакос Ионического моря. Длина 48 километров.
По Павсанию истоки реки были целебными для маленьких детей. Царь Сибот ввёл ежегодные жертвы богу реки.
В прошлом называлась Пирнадза (Πιρνάτζα) и Памиз (Памиза, Памис).
В Памисос впадает крупный приток Маврозумена (Μαυροζούμενα), в прошлом известный как Балира (Βαλύρα).